# Anikó Kovacsics
Anikó Kovacsics (n. 29 august 1991, în Nagyatád) este o handbalistă din Ungaria care joacă pentru clubul FTC-Rail Cargo Hungaria și echipa națională a Ungariei pe postul de coordonator. Ea a început să joace handbal la vârsta de 10 ani și a semnat un contract cu formația din Győr în 2006, devenind destul de repede o componentă regulată a echipei de senioare.
Kovacsics a debutat internațional pe 22 septembrie 2009 împotriva Germaniei. Ea a fost componentă a naționalelor Ungariei la Campionatul Mondial din 2009 și Campionatul European din 2010, precum și la Campionatul European din 2012, unde țara sa a cucerit medalia de bronz.
Anikó Kovacsics are în palmares și două trofee Liga Campionilor EHF cucerite cu Győri Audi ETO KC în 2013 și 2014.

## Palmares
- Nemzeti Bajnokság I:
  -  Câștigătoare: 2008, 2009, 2010, 2011, 2012, 2013, 2014, 2016

- Magyar Kupa:
  -  Câștigătoare: 2008, 2009, 2010, 2011, 2012, 2013, 2014, 2015, 2016, 2017

- Liga Campionilor EHF:
  -  Câștigătoare: 2013, 2014
  - Finalistă: 2009, 2012
  - Semifinalistă: 2010, 2011

- Campionatul European pentru Tineret:
  -  Medalie de argint: 2009

- Campionatul European:
  -  Medalie de bronz: 2012

## Premii individuale
- Handbalista anului în Ungaria (la categoria Juniori): 2009, 2010
- Premiul Prima (la categoria Juniori): 2010